# Polyrhachis rustica
Polyrhachis rustica är en myrart som beskrevs av Kohout 1990. Polyrhachis rustica ingår i släktet Polyrhachis och familjen myror. Inga underarter finns listade i Catalogue of Life.